# 중복도
수학에서 중복집합의 한 개체의 중복도(multiplicity)는 중복집합에 나타나는 횟수이다. 예를 들어, 주어진 다항식이 주어진 점에서 근 (수학)을 갖는 횟수는 해당 근의 중복도이다.
중복도의 개념은 예외를 지정하지 않고 올바르게 계산할 수 있는 데 중요하다(예: 이중 근이 두 번 계산됨). 따라서 "중복도로 계산된다"라는 표현이 사용되었다.
중복도가 무시되면 "개별 루트의 수"에서와 같이 개별 요소의 수를 세어 강조할 수 있다. 그러나 집합(중복집합과 반대)이 형성될 때마다 "고유"라는 용어를 사용할 필요 없이 중복도는 자동으로 무시된다.

## 참고 문헌
- Krantz, S. G. Handbook of Complex Variables. Boston, MA: Birkhäuser, 1999. ISBN 0-8176-4011-8.